# Drchnička velkokvětá
Drchnička velkokvětá (Anagallis monelli) je rostlina z čeledi prvosenkovitých.

## Popis
Drchnička velkokvětá je krátkověká vytrvalá bylina, která dosahuje výšky 10 až 50, výjimečně až 70 cm. Lodyha je na bázi dřevnatá, vzpřímená, vystoupavá nebo rozložitá, ale v uzlinách nezakořeňuje. Lodyžní listy jsou protistojné, uspořádané v přeslenech po třech, vzácněji střídavé. Jednoduchá listová čepel je čárkovitě kopinatá, kopinatá nebo eliptická.

## Areál rozšíření
Drchnička velkokvětá se vyskytuje v západním Středomoří (od Portugalska po jižní Itálii a od Maroka po Tripolitanii) na suchých, otevřených místech, na polích a okrajích cest, úhorech a písčitých pobřežích.